# Costa Barcelona

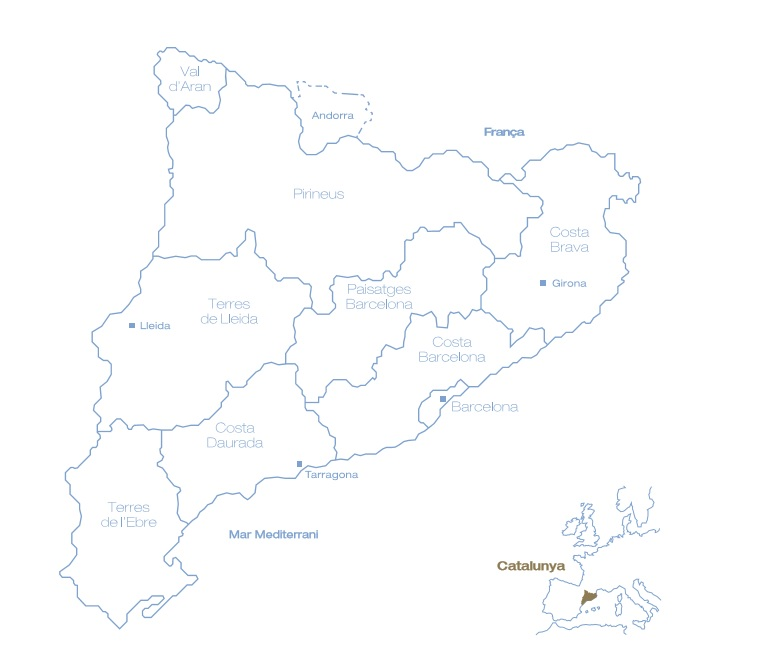
Marcas turísticas de Cataluña aprobadas por la Agencia Catalana de Turismo.

Costa Barcelona es la marca turística que comprende las comarcas del Maresme, Bajo Llobregat, Garraf, Alto Panadés, Vallés Occidental y Vallés Oriental, bajo el cobijo de la marca de promoción turística Barcelona es mucho más, de la Diputación de Barcelona. Barcelona es mucho más cuenta también con la marca turística Paisajes Barcelona y con la marca territorial Pirineo Barcelona, en este último caso dentro de la marca turística catalana Pirineo. Las marcas turísticas de Cataluña las establece la Agencia Catalana de Turismo, y además de las tres ya mencionadas, hay las marcas turísticas Costa Brava, Costa Dorada, Barcelona, Tierras del Ebro, Poniente y Valle de Arán.
Las capitales de las seis comarcas de Costa Barcelona son Mataró (Maresme), San Feliú de Llobregat (Bajo Llobregat), Villanueva y Geltrú (Garraf), Villafranca del Panadés (Alto Panadés), Tarrasa y Sabadell (Vallés Occidental) y Granollers (Vallés Oriental). Costa Barcelona tiene un total de 159 municipios, con 2.740.593 habitantes, y una superficie de 3.095,64 km². Las seis comarcas forman parte de la provincia de Barcelona y se encuentran situadas en el litoral marítimo o cercano en este.

## Creación de la marca turística

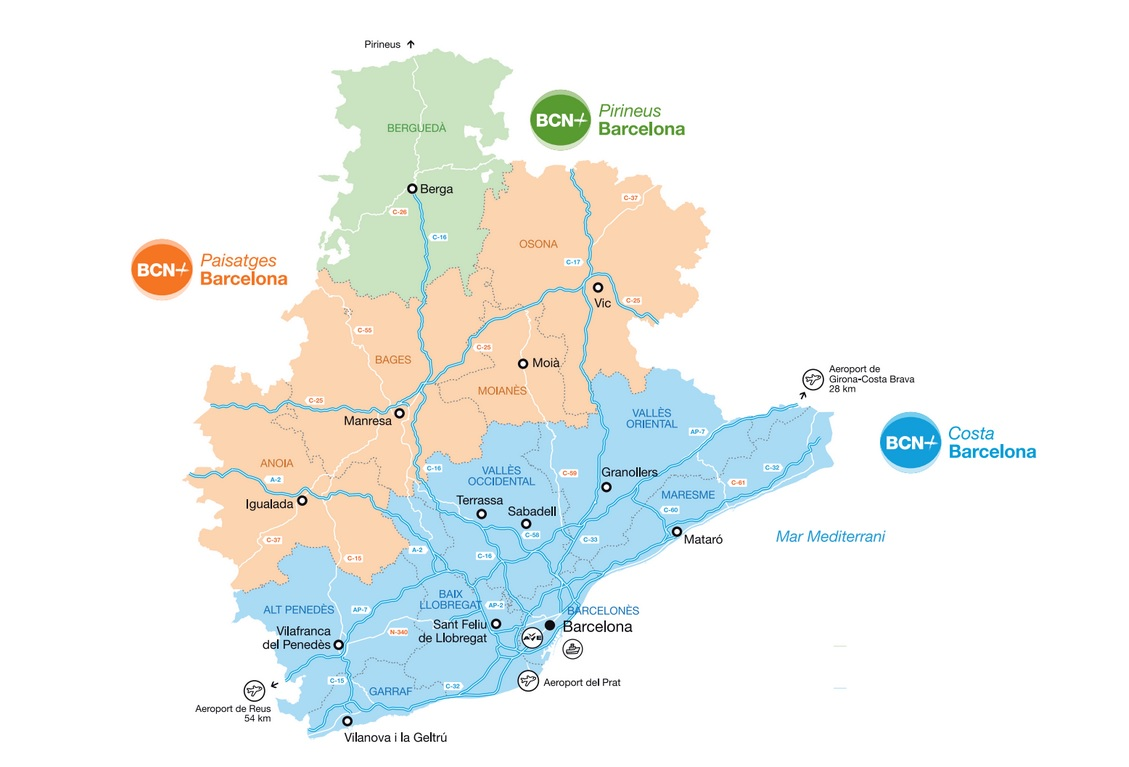
Marcas turísticas de la provincia de Barcelona.

La Agencia Catalana de Turismo aprobó el octubre de 2011 la marca turística Costa Barcelona, que incluía inicialmente las comarcas del Maresme, Bajo Llobregat, Garraf y Alto Panadés, y que sustituía las dos marcas del litoral barcelonés existentes hasta entonces, Costa de Barcelona-Maresme, situada al norte de la capital catalana, y Costa del Garraf, situada al sur. En julio de 2012 se integraban a la marca las comarcas del Vallés Occidental y el Vallés Oriental. La aprobación de la marca Costa Barcelona formaba parte de un proceso iniciado en 2011 que planteaba la reordenación de las marcas turísticas vigentes durante los últimos años.

## Turismo
Una de las características en común de las seis comarcas de Costa Barcelona es que tienen el distintivo Compromiso por la Calidad Turística con el objetivo último de mejorar la experiencia y satisfacción del turista. Este territorio tiene una alta concentración de servicios y actividades de ocio. Cada año recibe más de dos millones y medio de visitantes, que representan más de 9 millones de pernoctacions.

## Atractivos

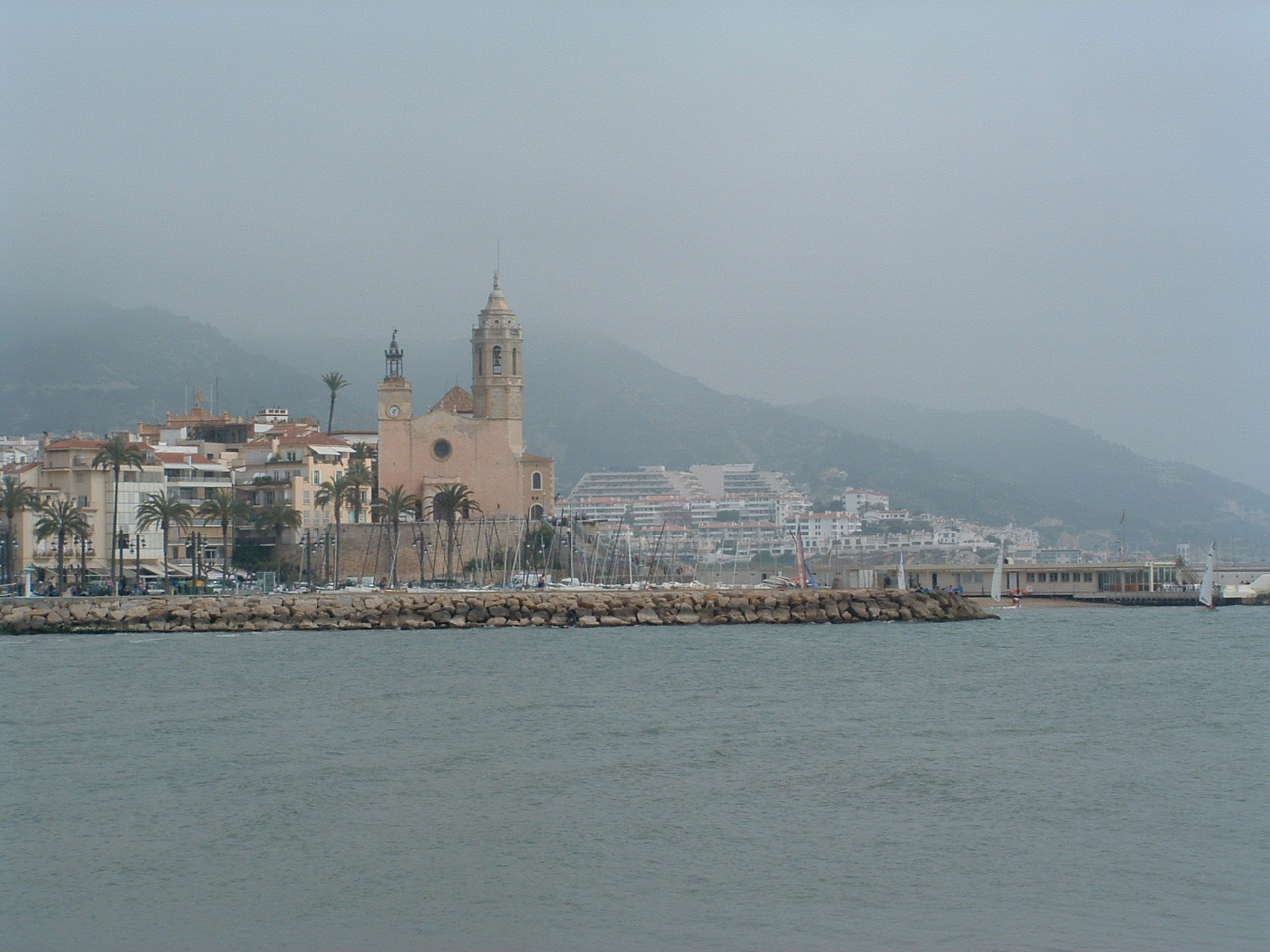
Sitges, en la comarca del Garraf.

Entre los numerosos atractivos del territorio destacan los más de 100 kilómetros de litoral de las comarcas del Maresme, Bajo Llobregat y Garraf, donde encontramos localidades emblemáticas como Sitges, Mataró y San Juan Despí con notables muestras de modernismo. El termalismo está bien representado en poblaciones como Caldetas, Caldas de Montbui y la Garriga. En Arenys de Mar hay un importante puerto pesquero, mientras que San Pol de Mar conserva la estructura y belleza del casco antiguo. Poblaciones como Calella, Pineda de Mar, Santa Susana y Malgrat de Mar añaden una importante oferta de actividades a su clara vocación turística.
En la comarca del Garraf las localidades de Sitges y Villanueva y Geltrú están junto al mar. El principal reclamo cultural de la primera son los palacetes del casco antiguo convertidos en museos, a los cuales se añaden unas playas muy cuidadas y una destacada oferta de ocio y restauración. En cuanto a Vilanova i la Geltrú, ha vivido siempre de cara al mar con un importante puerto pesquero y comercial, además de unas tradiciones muy arraigadas. Hacia el interior, Villafranca del Panadés y San Sadurní de Noya son las respectivas capitales del vino y el cava, con una significativa oferta de enoturismo. La Colonia Güell, en la comarca del Bajo Llobregat, es un conjunto arquitectónico que reúne la que fue una importante colonia industrial con su iglesia, que contiene una cripta obra de Antoni Gaudí.
San Cugat del Vallés es una ciudad moderna que convive con uno de los conjuntos románicos más interesantes de Cataluña. El Circuito de Barcelona-Cataluña, situado en la comarca del Vallés Oriental, es sede de los Grandes Premios de Fórmula 1 y de Motociclismo, y ofrece actividades variadas para todos los públicos.

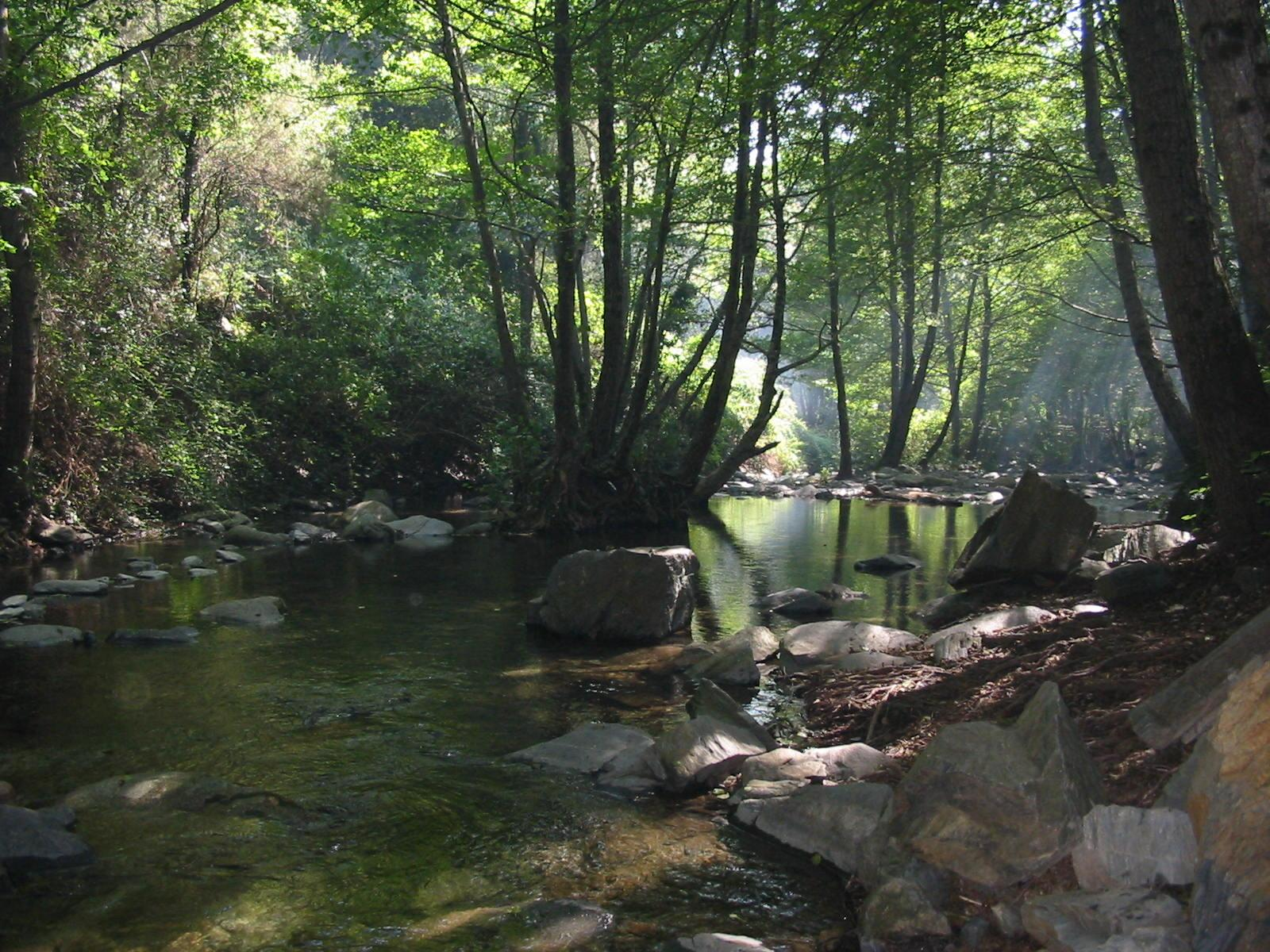
El riu Tordera al seu pas pel Montseny.

También hay que destacar los numerosos y grandes espacios boscosos y parques naturales. En primer lugar hay que mencionar el parque natural del Montseny, declarado reserva de la biosfera por la Unesco, y el Parque natural de San Lorenzo del Munt y del Obac, así como el Parque del Montnegre y Corredor, el Parque de la Cordillera Litoral, el Parque natural de la Sierra de Marina, el Parque del Garraf o el parque agrario del Bajo Llobregat. La mezcla de mar y montaña hace de estas comarcas una tierra rica en productos del huerto, junto con la importante cocina basada en el pescado y el marisco, mientras que las características climáticas han permitido el cultivo de la viña y contar con tres de las doce D.O. catalanas: la del Panadés, la de Alella y la del Cava.

## Acontecimientos

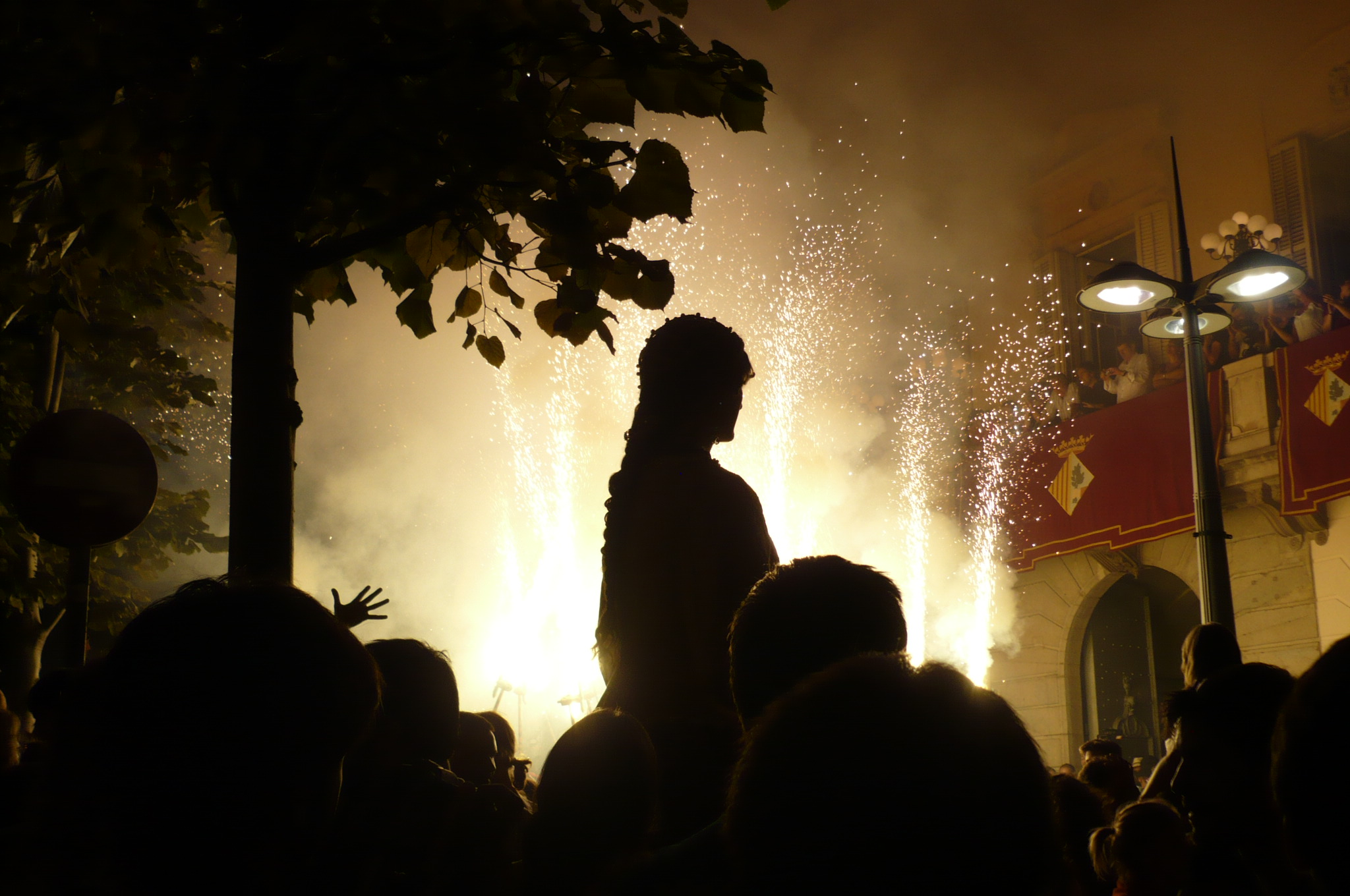
Una imagen de la Fiesta Mayor de Mataró, conocida como Las Santas.

Los Carnavales de Vilanova i la Geltrú y Sitges, el Corpus en la Garriga o las Fiestas Mayores de Villafranca del Panadés, Granollers y Mataró, el Festival Internacional de Jazz de Terrassa o la Ópera de Sabadell son buenos ejemplos de la riqueza y variedad cultural de la zona. Así mismo, iniciativas turísticas como el Vijazz, el Cavatast, la Fiesta de la Vendimia de Alella, la Ruta del Xató, el Calamarenys o las ferias avícolas del pollo de la raza Prat o del gallo del Panadés, surgidas para promocionar los productos autóctonos,  muestran la riqueza gastronómica.